# Hans von Rosen (Politiker)

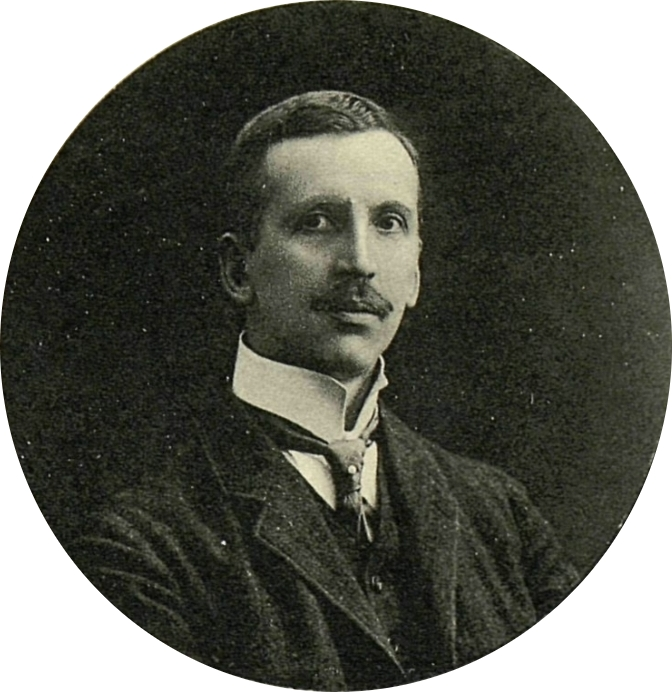
Baron Hans von Rosen (1907)

Freiherr Johann „Hans“ Otto von Rosen (* 30. Septemberjul. / 12. Oktober 1870greg. auf Schloss Groß-Roop; † 10. Oktober 1945 in Schwerin) war ein livländischer Landespolitiker und Oberkirchenvorsteher.

## Leben
Seine Eltern waren Freiherr Friedrich von Rosen (* 1833; † 1893) und Ina Boltho von Hohenbach (* 1842; † 1893), die aus dem Kurland stammte. Sie war eine Tochter der Luise von Lieven-Dünhof und des Juristen Gido Boltho von Hohenbach war. Der Vater besaß Gut Groß Roop und interessierte sich für die Familiengenealogie. Der kais. russ. General der Artillerie Johann Gustav Freiherr von Rosen war der Großvater väterlicherseits des Hans von Rosen. Auch die weiteren männlichen Vorfahren standen als Offiziere in russischen Diensten.  
Hans von Rosen studierte von 1891 bis 1892 an der Kaiserlichen Universität Dorpat. Er wurde zum Mitglied der 3. Reichsduma (1907–1912) im Russischen Kaiserreich gewählt, seine Funktion war Sekretär der Kommission für Konfessionsangelegenheiten. In zwei Phasen war Hans von Rosen livländischer Landrat 1911–1912 und 1914–1920; inmitten dann von 1912 bis 1915 Mitglied des Reichsrats. In der Funktion des Landrats wurde Freiherr von Rosen Repräsentant der Livländischen Ritterschaft.
1920 war Rosen stellvertretender livländischer Landmarschall, dann folgend 1920-32 Präsident des Livländischen Gemeinnützigen Verbandes. Bis 1932 lebte er zwischenzeitlich in Riga, von dort ging er (wieder) auf sein Gut Groß Roop, bis 1939 zur Vertreibung. Er war der letzte Majoratsherr auf Groß-Roop in Livland und unterstützte, wie sein Vater, von dort die allgemeine Forschung zur baltischen Heimatgeschichte, wurde Mitglied der Genealogischen Gesellschaft der Ostseeprovinzen zu Mitau.

## Familie
Hans von Rosen war mit Johanna Jeanny „Jeanny“ Baronesse Freiin von Vietinghoff gen. Scheel-Kroppenhof (* 1871; † 1915) verheiratet. Sie war die Tochter des Nikolai Baron von Vietinghoff gen. Scheel, Gutsbesitzer in Kroppenhof, und der Katharina Baronesse von Vietinghoff gen. Scheel, Gutsbesitzerin in Groß Jungfernhof. Jeanny und Hans von Rosen hatten sechs Töchter. Alle Mädchen wählten einen adeligen Ehepartner, fünf von ihnen waren mit Gutsbesitz ausgestattet, bis auf Walter von Wahl-Pajus, der Pastor war. Die älteste Tochter Anna von Rosen ist mit ihrem Ehemann Paul-Adolf Baron von Hahn, Gutsherr in Litauen, nach Kanada ausgewandert. Auch Tochter Rita tat dies mit ihrem Mann, Carl Baron von Hahn.

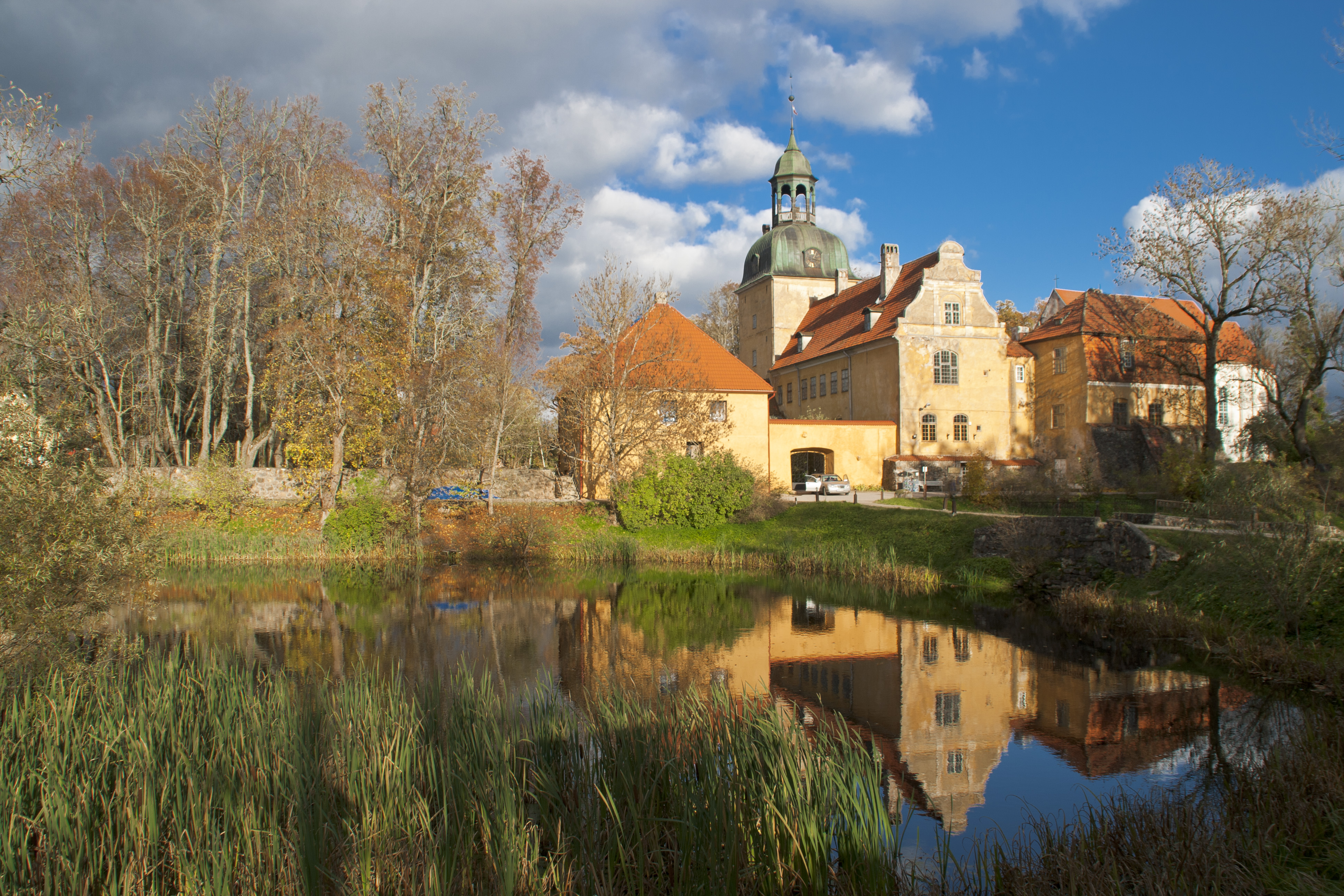
Schloss Groß Roop 2011
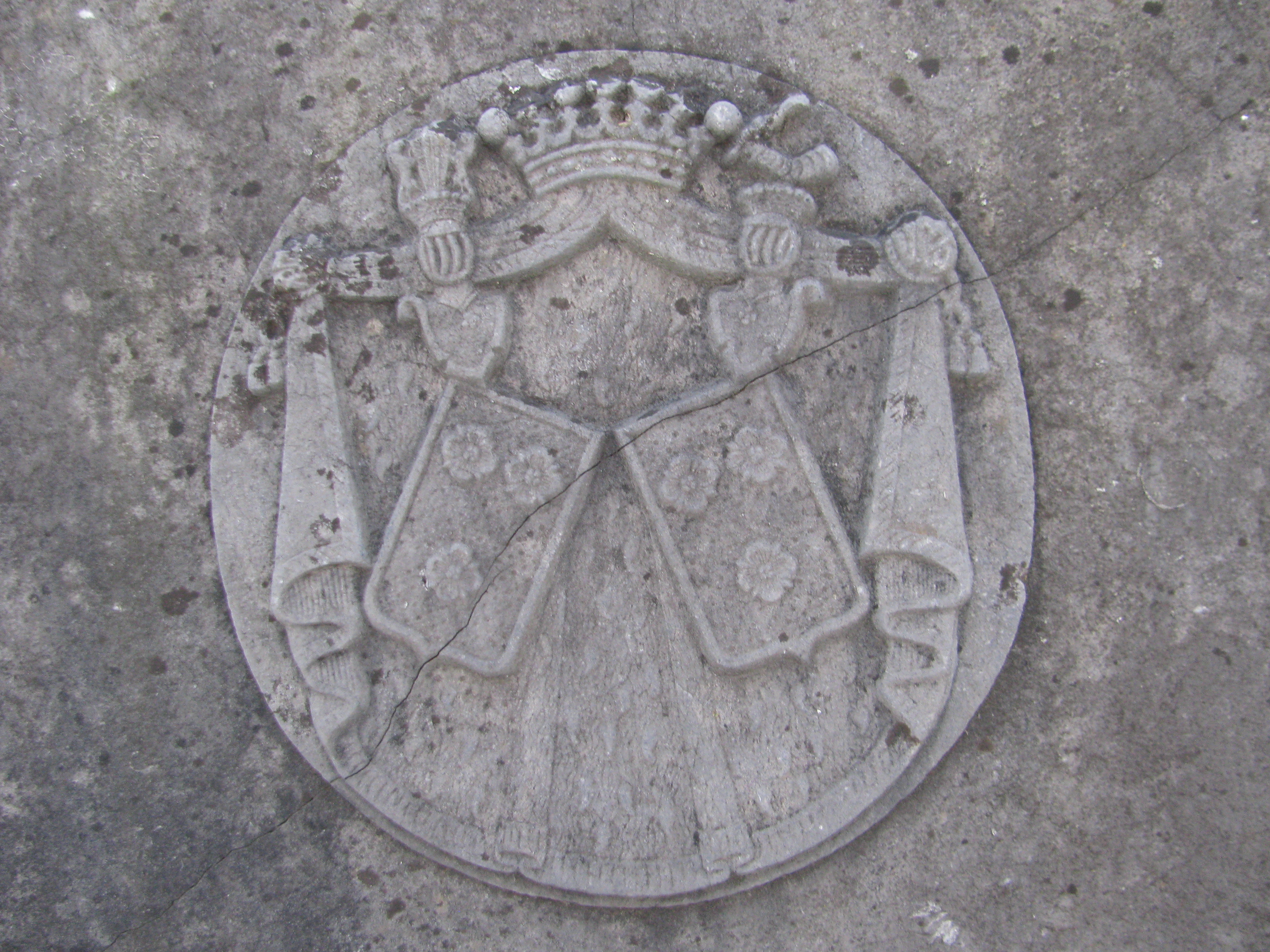
Wappen der Familie v. Rosen am Schloss Groß Roop
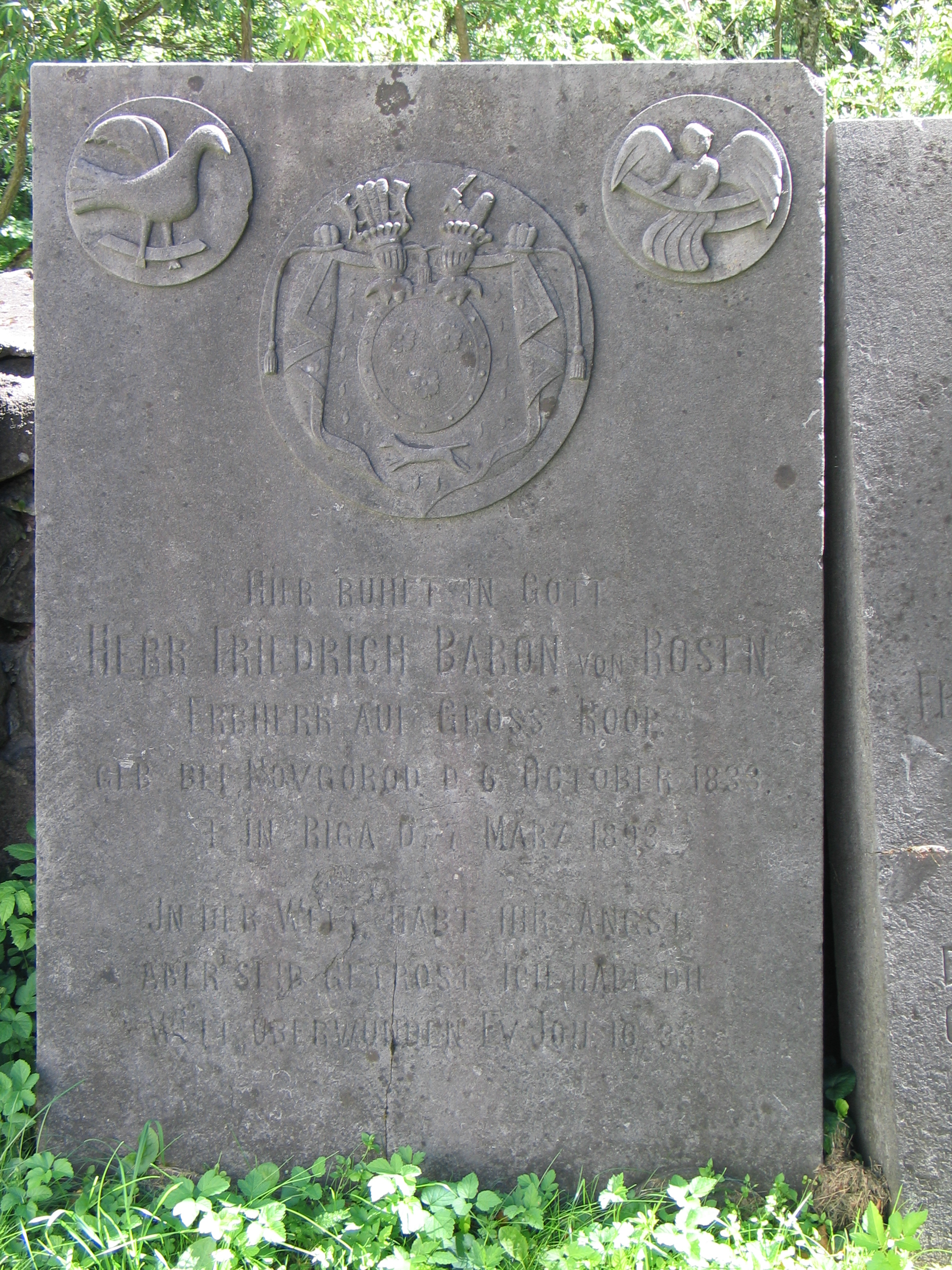
Grabstein d. Vaters
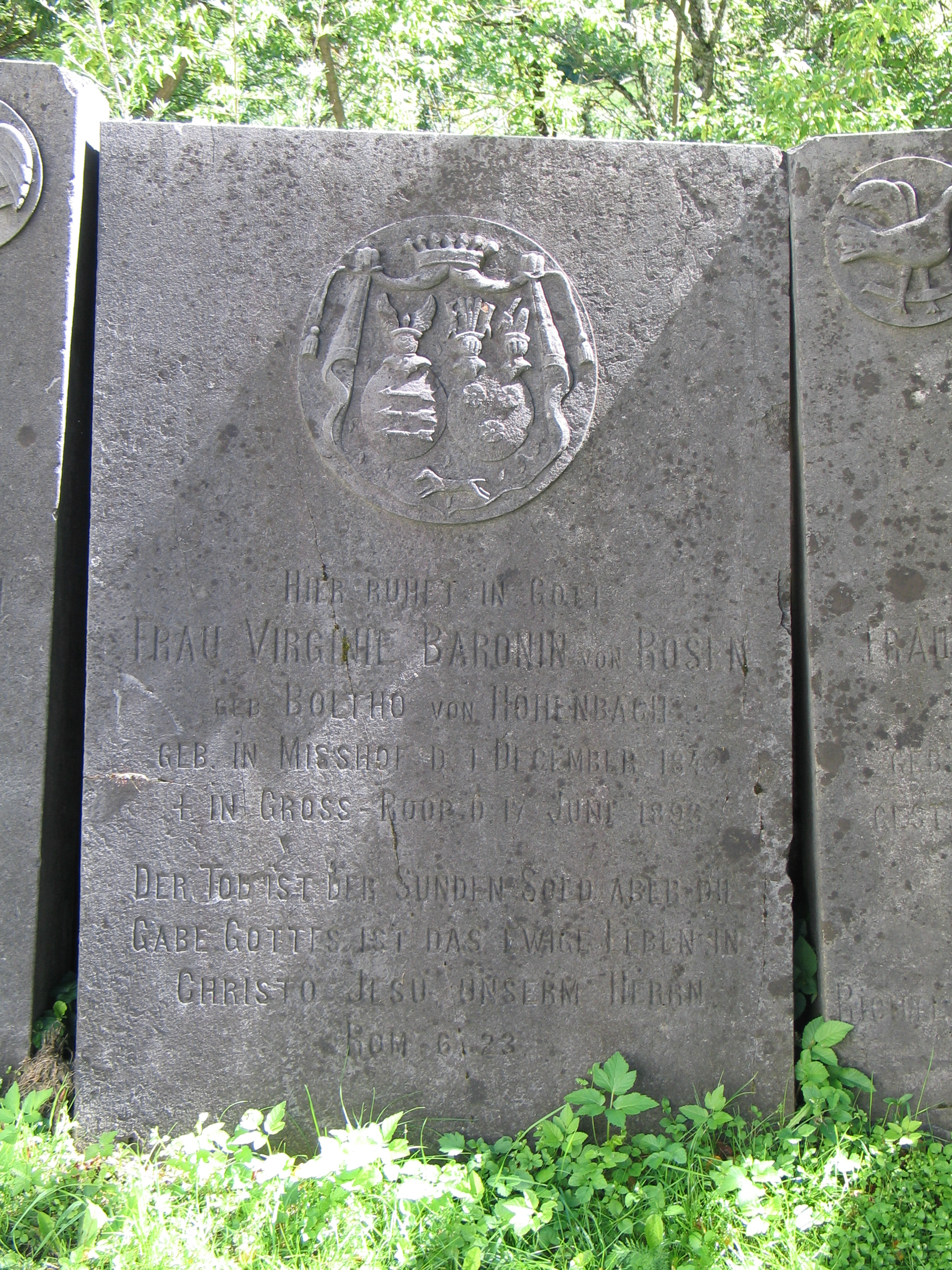
Grabstein d. Mutter
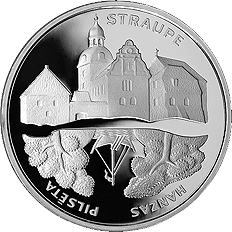
Medaillon Schloss Groß Roop
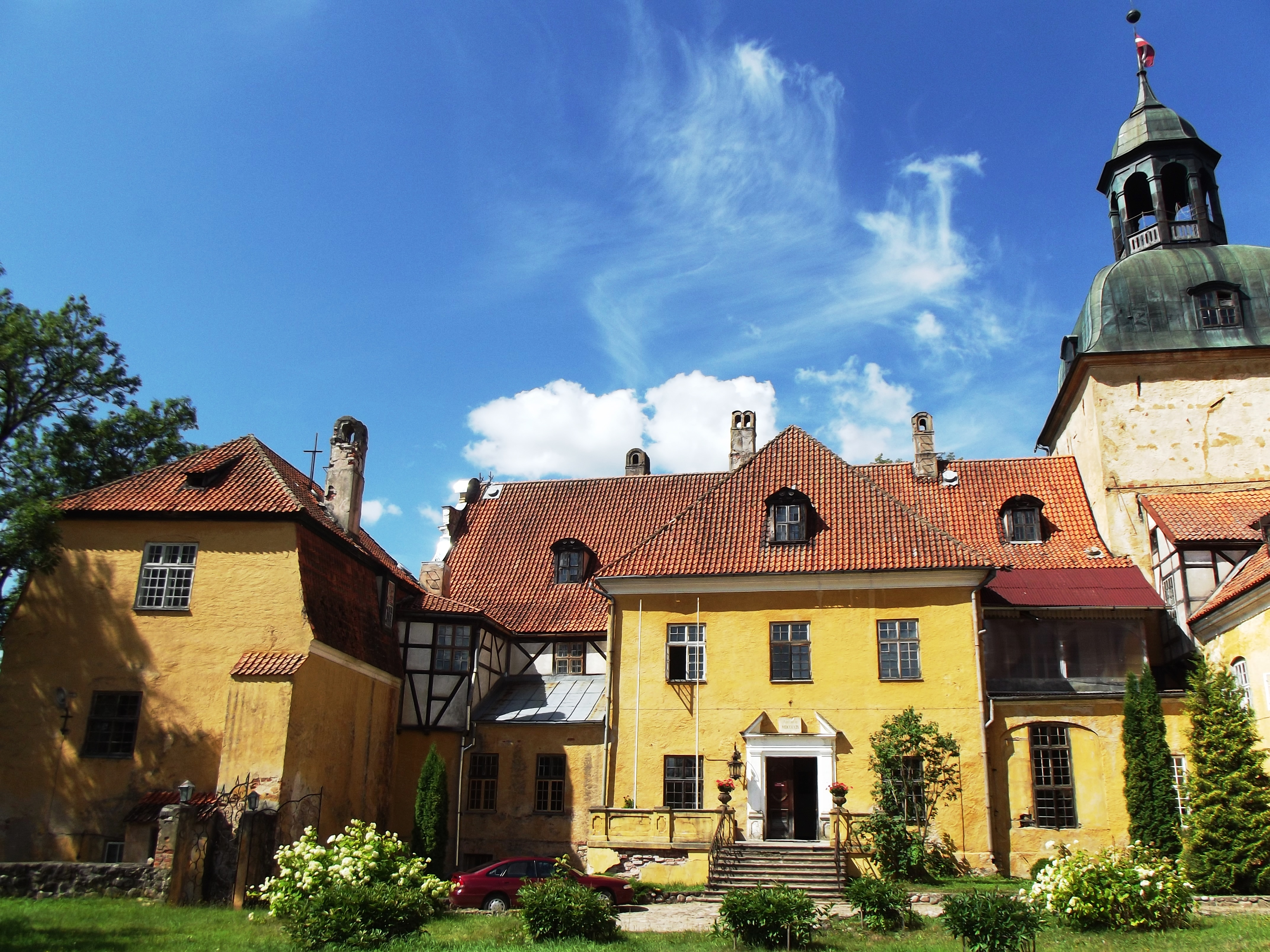
Panorama Groß Roop

## Ehrungen
- Dr. theol. h. c. der Universität Breslau